# Кожевников, Сергей Николаевич (учёный)
Сергей Николаевич Кожевников (23 сентября 1906 года в городе Екатеринослав — 29 сентября 1988 года) — советский учёный-механик, кандидат технических наук (1937 год), лауреат Государственной премии СССР (1968 год), заслуженный деятель науки Украинской ССР (1976 год).

## Биография
Сергей Николаевич Кожевников родился 23 сентября 1906 года в городе Екатеринослав, а уже в 1922 году он окончил Екатеринославскую классическую гимназию, которую преобразовали в 1918 году в Единую трудовую школу.
В 1922-1925 годах он был учеником слесаря фабрично-заводского училища при Днепропетровском металлургическом заводе, а после того, как закончил обучение в училище, Сергей Николаевич Кожевников поступил на подготовительное, а затем физико-технического отделение на механико-математическую специальность Московского индустриально-педагогического института, который окончил в 1930 году.
В 1930—1934 годах Кожевников был аспирантом кафедры технической механики, ассистентом и руководителем лаборатории кафедры деталей машин и сопротивления материалов Московского индустриально-педагогического института и в 1932—1937 годах работал сотрудником Экспериментального НИИ металлорежущих станков (ЭНИМС).
В период с 1934 по 1941 годы Сергей Николаевич Кожевников устроился на пост доцента кафедры прикладной механики Московского авиационного института.
В поддержку развития идей Леонида Владимировича Ассура Сергей Николаевич Кожевников в 1937 году зачитал курс лекций «Структура и кинематический анализ механизмов» в Московском институте повышения квалификации инженеров. В том же году Сергею Николаевичу Кожевникову присвоили ученую степень кандидата технических наук по совокупности работ в области динамики металлорежущих станков.
В 1940 году защитил в Московском высшем техническом училище докторскую диссертацию на тему «Динамика неустановившихся процессов в машинах».
В период с 1941 по 1943 годы Сергей Николаевич Кожевников работал заведующим кафедрой теории механизмов и машин Московского авиационного института, из-за угрозы взятия Москвы эвакуированного в Алма-Ату. Там он одновременно с основной работой занимался над оборонной тематикой и в области кинематики и динамики швейных машин, но в ноябре 1943 года Сергей Николаевич Кожевников возвратился в Москву.
В 1943-1944 годах Сергей Николаевич Кожевников работал заведующим кафедрой теории механизмов и машин и научно-исследовательским отделом Московского авиационно-технологического института, но в 1944 году Сергей Николаевич Кожевников вновь переезжает, только уже в свой родной город — Днепропетровск. Там с 1944 по 1960 годы он работал заведующим кафедрой теории механизмов и машин Днепропетровского металлургического института.
В 1947 году Сергея Николаевича Кожевникова избрали на пост депутата Октябрьского районного совета города Днепропетровск сроком до 1953 года. И уже в 1953 году Сергей Николаевич Кожевников был опять избран депутатом, только уже депутатом Городского совета г. Днепропетровска сроком до 1957 года.
В 1951 году Сергей Николаевич Кожевников был избран членом-корреспондентом АН Украины по специальности «Автоматизация металлургического оборудования».
В 1954 году Сергей Николаевич Кожевников принимал участие в работе I Всесоюзного совещания по основным проблемам теории механизмов и машин, проводившегося в Москве), где выступал с программным докладом «Основные проблемы теории металлургических машин и оборудования».
С 1954 по 1962 годы заведовал отделом автоматизации металлургического оборудования Института чёрной металлургии АН Украины, а с 1956 по 1963 годы читал курс лекций по автоматизации металлургического производства во Фрайбергской горной академии.
В 1958 году Сергей Николаевич Кожевников участвовал в Международном симпозиуме по теории механизмов в Ахене, в том же году председательствовал в секции динамики машин II Всесоюзного совещания по основным проблемам теории машин и механизмов, проходившего в Москве.
В 1958 году его назначили на пост члена пленума областного совета профсоюзов Днепропетровской области Украины. Этот пост занимал до 1962 года
В 1961 году Сергей Николаевич Кожевников председательствовал в секции динамики машин III Всесоюзного совещания по основным проблемам теории машин и механизмов, проходившегося в Москве.
В 1962 году переезжает в Киев, в это же году становится заведующии кафедрой теории механизмов и машин и теоретической механики Киевского института инженеров гражданской авиации. На этой должности проработал до 1968 года. Во время работы заведующим кафедрой Сергей Николаевич Кожевников основывает Киевский семинар по теории машин и механизмов.
В 1964 году Сергей Николаевич Кожевников председательствовал секцией динамики машин IV Всесоюзного совещания по основным проблемам теории машин и механизмов, проходившегося в Киеве, а в 1965 году принимает участие в работе I Международного конгресса по теории механизмов и машин (город Варна, Болгария) и II съезда по теоретической и прикладной механике, проходившегося в Москве.
В 1967 году председательствовал в секции динамики машин V Всесоюзного совещания по основным проблемам теории машин и механизмов, который состоялся в городе Сухуми.
С 1968 по 1970 годы Сергей Николаевич Кожевников работал заведующим кафедрой сопротивления материалов Украинской сельскохозяйственной академии, а с 1970 по 1978 годы работал заведующим сектором механики машин и отделом теории машин и механизмов Института геотехнической механики АН Украины (Киевский филиал).
В 1970 году председательствовал секции динамики машин VI Всесоюзного совещания по основным проблемам теории машин и механизмов, проводившегося в городе Ленинград.
В 1971 году Сергей Николаевич Кожевников участвовал в работе III Международного конгресса по теории машин и механизмов и II Генеральной ассамблеи IFTOMM (город Купари, Югославия), в том же году он был избран членом Исполнительного комитета IFTOMM (комиссия «С» по связи науки с промышленностью).
В 1972 году был членом оргкомитета, председатель секции теории машин и механизмов IV съезда по теоретической и прикладной механике, который проводили в Киеве.
В 1974 году был председателем секции динамики машин VII Всесоюзного совещания по основным проблемам теории машин и механизмов, проводившегося в городе Тбилиси, в это же году председательствовал оргкомитетом Международного симпозиума по динамике тяжелых машин, проводившегося в Донецке, а в 1977 году Сергей Николаевич Кожевников был членом оргкомитета и председатель секции динамики машин I съезда по теории машин и механизмов (город Алма-Ата).
С 1978 по 1988 годы был заведующим отделом теории машин и механизмов Института механики АН Украины.
Сергей Николаевич Кожевников в 1980 году участвовал в работе V съезда по теоретической и прикладной механике, проводившегося в Москве, а в 1982 году был членом оргкомитета и руководителем секции динамики машин II съезда по теории машин и механизмов, который проводили в городе Одесса.
В 1983 году Сергей Николаевич Кожевников был избран почетным членом Международной федерации по теории механизмов и машин.
Умер 29 сентября 1988 года. Похоронен в Киеве на Байковом кладбище.

## Вклад в науку
Сергей Николаевич Кожевников заложил основы принципиально нового научного направления — нестационарной динамики машин с реальными физическими свойствами звеньев привода (нелинейными характеристиками, упругостью) и учётом процессов в гидравлических, электрических и других подсистемах.
Сергей Николаевич Кожевников внёс значительный вклад в развитие теории структурного анализа и синтеза механизмов, биомеханику, экспериментальные методы исследования динамики тяжелых машин, кинематику и другие разделы механики машин.
Сергей Николаевич Кожевников уделял большое значение педагогической деятельности — преподавал и заведовал кафедрами в Московском авиационном и Московском авиационно-технологическом институтах, Днепропетровском металлургическом институте, Киевском институте инженеров гражданской авиации, Украинской сельскохозяйственной академии.
Во время работы заведующим кафедрой теории механизмов и машин Днепропетровского металлургического института Сергей Николаевич Кожевников создал теперь уже одну из лучших на Украине лабораторию по теории механизмов и основание Днепропетровского семинара по теории механизмов и машин.

## Опубликованные работы
- 1933 год — первые научные работы: цикл статей по технической механике «Беседы с машиностроителем».
- 1939 год — издание монографии «Эпициклические передачи».
- 1940 год — Сергей Николаевич Кожевников защитил в Московском высшем техническом училище докторскую диссертацию на тему «Динамика неустановившихся процессов в машинах».
- 1950 год — вместе с Я. И. Есипенко, Я. М. Раскиным Сергей Николаевич Кожевников издл справочник «Элементы механизмов», в котором описано более 2500 механизмов и их элементов, классифицированных по функциональным признакам.
- 1948—1961 годы — издание трудов с учениками ряда монографий: «Механика швейных машин» (с М. М. Пруслиным, 1948 год), «Исследование работы передвижного бокового вагоноопрокидывателя» (с П. Я. Скичко, 1958 год); «Аппаратура и механизмы гидро-, пневмо- и электроавтоматики металлургических машин» (с В. Ф. Пешатом, 1961 год).
- 1949 год — издание учебника Сергея Николаевича Кожевникова «Теория механизмов и машин», впоследствии получившего всеобщее признание, впоследствии переиздававшегося четыре раза на русском языке, а также на польском, чешском, венгерском и китайском языках.
- 1961 год — издание монографии «Динамика машин с упругими звеньями»;
- 1973 год — проведя цикл исследований по расчету гидравлического и пневматического приводов, завершившился изданием монографии «Гидравлический и пневматический приводы металлургических машин» (совместно с В. Ф. Пешатом).
- 1974—1978 годы — издание совместно с учениками монографий: «Оборудование цехов с пилигримовыми трубопрокатными установками» (с А. В. Праздниковым и другими) и «Карданные передачи» (с П. Д. Перфильевым).
- 1979 год — опубликование труда «Основание структурного синтеза механизмов», являющегося результатом глубокого и многолетнего исследования вопросов корректного структурообразования механизмов.
- 1986 год — опубликование монографии «Динамика нестационарных процессов в машинах».

## Награды и титулы
- Доктор технических наук (1940 год);
- Профессор (1942 год)
- Член-корреспондент АН Украины (1951 год)
- Медаль «За доблестный труд в Великой Отечественной войне 1941—1945 гг.» (1946 год);
- 2 ордена Трудового Красного Знамени (1949 и 1953 годы);
- Лауреат Государственной премии СССР (1968 год);
- Заслуженный деятель науки Украинской ССР (1976 год).